# سمسطا
۲۸°۵۵′۱۵″شمالی ۳۰°۵۱′۱۳″شرقی / ۲۸٫۹۲۰۸۱۴°شمالی ۳۰٫۸۵۳۶۲۶°شرقی

سمسطا نام شهر و شهرستانی در استان بنی سویف مصر است. 

## منبع
ویکی‌پدیای عربی، ۲۱ مارس ۲۰۰۷.